# Ямайка
Яма́йка (англ. Jamaica, ям. креол Jumieka) — острівна держава Північної Америки, що розташована на острові Ямайка та прилеглих до нього дрібних островах у Карибському морі. Площа 11,5 тис. км². Населення 2,935 млн. чол. (2001; 2,1 млн чол., 1978). Столиця — Кінгстон. Офіційна мова — англійська. Грошова одиниця — ямайський долар. Входить до складу Британської Співдружності. В адміністративному плані поділяється на 3 графства (Корнуолл, Мідлсекс, Саррі), поділених на 14 районів. Час різниться з київським на 6 годин. З останньої неділі березня до останньої неділі вересня час відстає від київського на 7 годин.

## Географія

### Географічне розташування

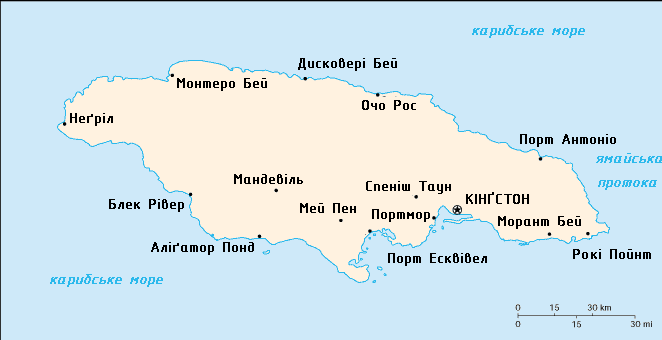
Мапа Ямайки

Острів лежить за 140 км на південь від Куби, омивається водами Карибського моря. Разом із Кубою, Гаїті та Пуерто-Рико Ямайка входить до складу архіпелагу Великих Антильських островів. Ямайка — третій за площею острів (10 991 км²) у складі Великих Антильських островів. Протяжність острова із заходу на схід 225 км, з півночі на південь — від 35 до 82 км, довжина берегової лінії — 1022 км. Країні належать дрібні острови на південний схід та на південь від основного острова — Педро та Морант.

### Геологія
У геологічному відношенні Ямайка належить до системи кайнозойської острівної дуги великих Антильських островів. Основою її слугують метаморфічні сланці крейдяного віку з локалізованими у них тілами серпентинітів, які складають найвищу частину острова (Блакитні гори). Ці породи обмежені терригенними та карбонатними осадовими утвореннями верхньої крейди, що зім'яті у складки і прорваними масивами гранітоїдів. На південних схилах Блакитних гір та у хребті Майн-Рідж виходять інтенсивно дислоковані у пізній крейді конгломерати, пісковики, сланці та вулканічні породи палеоцену — середнього еоцену, перекриті слабко деформованими вапняками середнього еоцену — раннього міоцену. Часті землетруси (катастрофічні у 1692 та 1907 роках). До прибережних районів належать западини, виконані континентальними середньоміоценовими — четвертинними уламковими породами.
Надра багаті головним чином бокситами (понад 100 родовищ, найбільше — Вільямсфілд), за запасами яких Ямайка посідає 4 місце у світі та 2 місце (після Бразилії) у Латинській Америці — 2 млрд тонн на рік (1980). Рудні тіла приурочені переважно до формації білих вапняків верхнього еоцену. Відомі поклади залізної, мідної, марганцевої та свинцевої руд, гіпсу, мармуру, солі, кварцових пісків тощо. Є гарячі сірчані та радіоактивні джерела.

### Рельєф
Північне узбережжя острова скелясте, прямолінійне, південне — більш розчленоване, обмежене в багатьох місцях кораловими рифами. В центральній частині північного узбережжя — вузька піщана смуга пляжів (Ямайська рив'єра), складеними дрібнозернистим білим піском і захищеними від хвиль кораловими рифами; ці місця особливо привабливі для туристів. Більшу частину острова займає вапнякове плато заввишки до 986 м (гора Денем) з характерними рисами карстового ландшафту (воронки, пілья тощо). В його західній частині знаходиться знаменита карстова улоговина Кокпіт-Кантрі площею близько 1300 км², що являє собою комплекс пагорбів заввишки 120—150 м, розділених вузькими долинами. Для цього району характерні карстові лійки і підземні водотоки. Місцями невеликі річки прорізують у вапняках мальовничі ущелини. В багатьох місцях плато обривається до океану скелями заввишки до 300 м. На сході плато піднімається двома гірськими хребтами — Блакитні гори (Блу-Маунтінс) заввишки до 2256 м та Гранд-Рідж. Уздовж південного та західного узбережжя поширені вузькі (до 8 км) алювіальні низовини.

### Клімат
Клімат тропічний, пасатний, вологий. Пересічні місячні температури 24–28 °C. Опадів на більшій частині острова 1800—2000 мм за рік, на півдні — близько 800 мм, на північних схилах Блакитних гір — до 5000 мм. Дощові сезони — у травні — червні та вересні — жовтні — супроводжуються повенями, найсухіший сезон — січень — квітень. 1983 року на острові вперше за понад сто років випав сніг (близько 200 мм.), після чого уряд оголосив його національним надбанням. Досить рідко бувають урагани, що спричиняють великі руйнування.

### Гідрографія

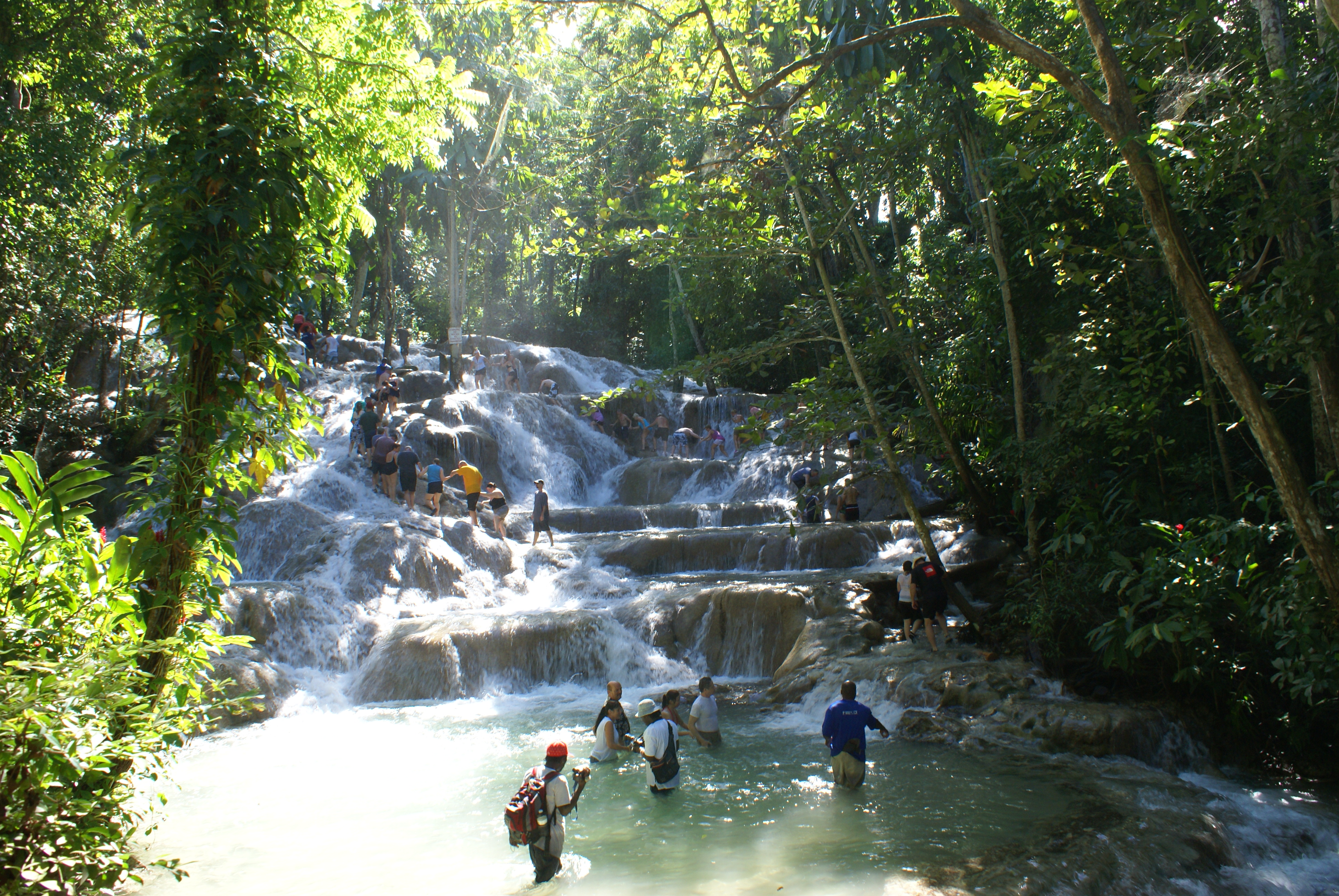
Водоспади Данс Рівер

На Ямайці нараховується понад 100 річок та струмків, але судноплавна в пониззі тільки річка Блек-Ривер. Баржі і невеликі судна можуть підійматися по ній на відстань 48 км.

### Ґрунти
Ґрунти переважно гірські коричнево-червоні та червоно-бурі.

### Рослинний світ
У центрі острова та на північно-східних схилах гір збереглись густі сезонно-вологі вічнозелені тропічні ліси з цінними породами дерев (сейба, каоба тощо). В західній частині і на рівнинах півдня переважають савани з ксерофільними чагарниками; багато кактусів.

### Тваринний світ
Див. також Список ссавців Ямайки
Тваринний світ острова досить багатий. Географічне розташування острова, тропічний клімат та природна ізоляція сприяли еволюції унікальної фауни. Тут налічується понад 8000 видів тварин, серед яких близько 400 ендеміки. Більшість з них — це комахи, але також є й численні ендемічні земноводні, плазуни, птахи та навіть ссавці. Тут мешкає близько 320 видів птахів, серед яких 30 ендеміків. Ентомофауна включає понад 130 видів метеликів.

### Природоохоронні території

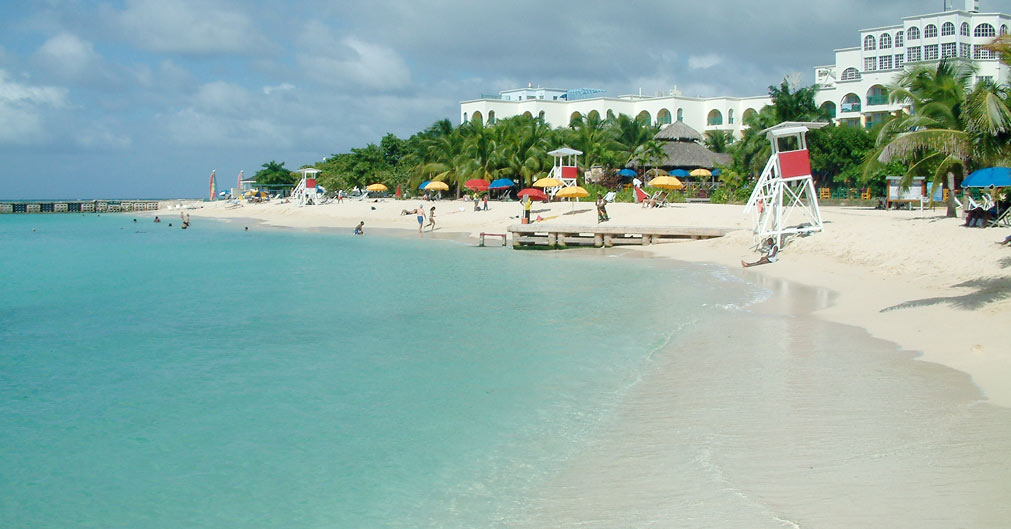
Doctor's Cave Beach Club — популярне місце відпочинку в Монтего-Бей

Завдяки унікальному біорізноманіттю Ямайка є важливим елементом Карибського біологічного регіону, який визнано одним з основних осередків глобального біорізноманіття (biodiversity hotspots). З метою збереження своїх природних ресурсів Ямайка створила низку природоохоронних територій, які охоплюють як наземні, так і морські екосистеми. Наразі система охоронюваних територій Ямайки охоплює різні категорії: національні парки, заповідники, заказники, морські парки та морські охоронювані зони. Найвідомішими природоохоронними територіями Ямайки є національний парк «Блакитні гори та Джон Кро», морські парки «Негріл», «Порт-Антоніо» і «Монтего-Бей», заповідники «Кастеллі Гарденз» і «Хелшір-Моррес Плейнс».

## Історія

Христофор Колумб

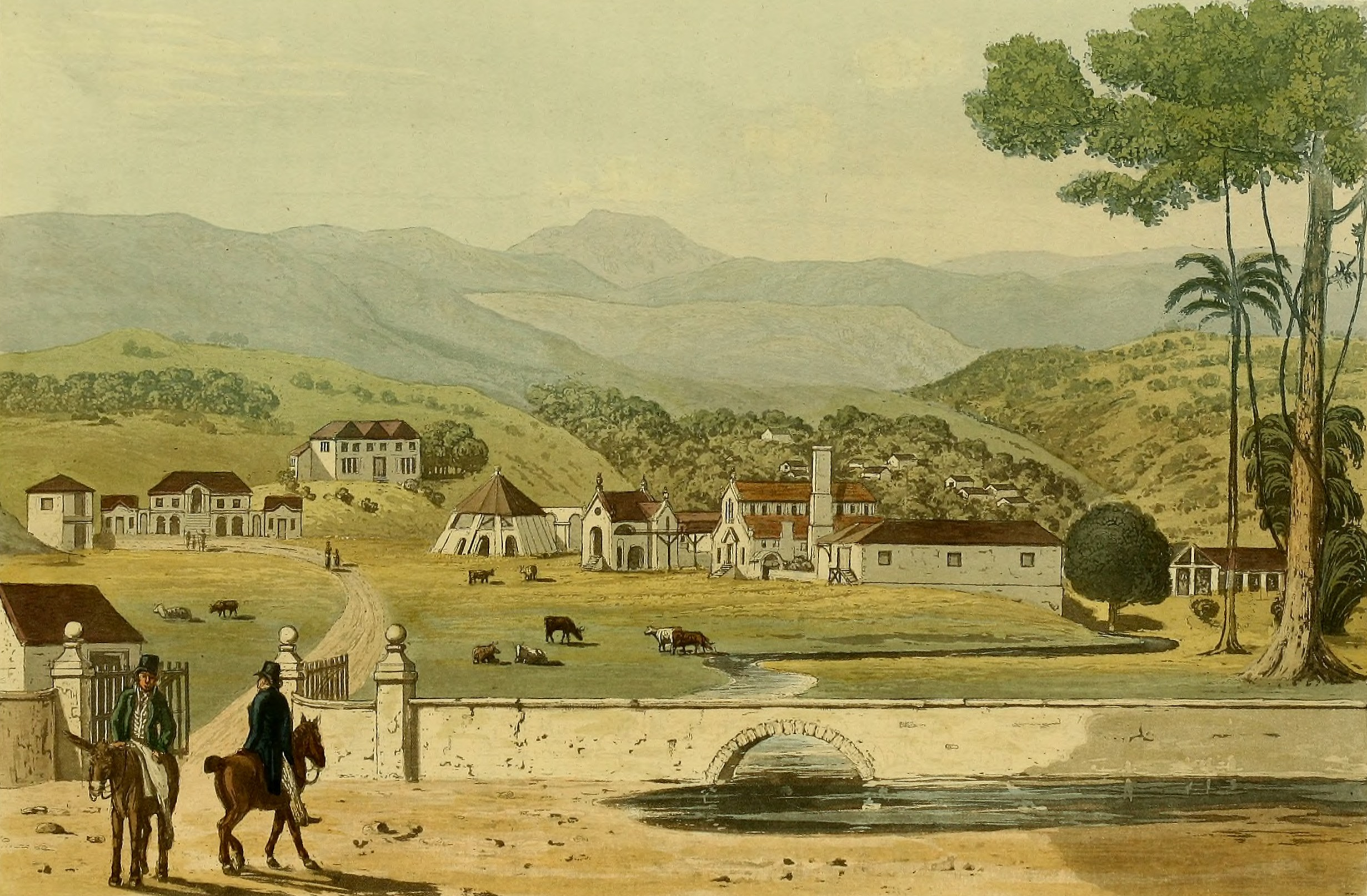
Плантації на острові, 1820

Про Ямайку Христофор Колумб почув від індіанців під час другої експедиції. Вони стверджували, що на сусідньому острові, трохи на південь, можна знайти багато золота. 1494 року іспанці відкрили острів і нарікли його на честь королівської сім'ї островом Фердинанда й Ізабелли, проте назва не прижилася й залишилася місцева, індіанська, Шамаїка, що означає «земля джерел». 1508 року почалась іспанська колонізація острова, в ході якої все корінне населення (араваки) винищили. З 1513 року для роботи на цукрових плантаціях іспанські колонізатори почали завозити чорношкірих рабів з Африки.
1655 року острів захопили англійці (офіційно приєднаний до Англії 1670). На березі великої природної гавані, недалеко від нинішнього Кінгстона, англійці звели форт. Біля форту стало рости місто Порт-Рояль. Незабаром він придбав славу «самого грішного міста в усьому християнському світі», бо туди з острова Тортуга перемістилася «столиця» морських розбійників. В кінці XVII століття в місті Порт-Ройяль було 8 тисяч мешканців, з них — півтори тисячі піратів. Пірати грабували іспанські кораблі, звозили здобич в Порт-Рояль, що призвело до процвітання міста. Однак 7 червня 1692 року велика частина цього «розпусного Вавилона» в результаті землетрусу зникла в морській безодні. Зрадівши, церква католицької Іспанії поспішила повідомити, що  «Бог покарав нечестиве місто за гріхи».

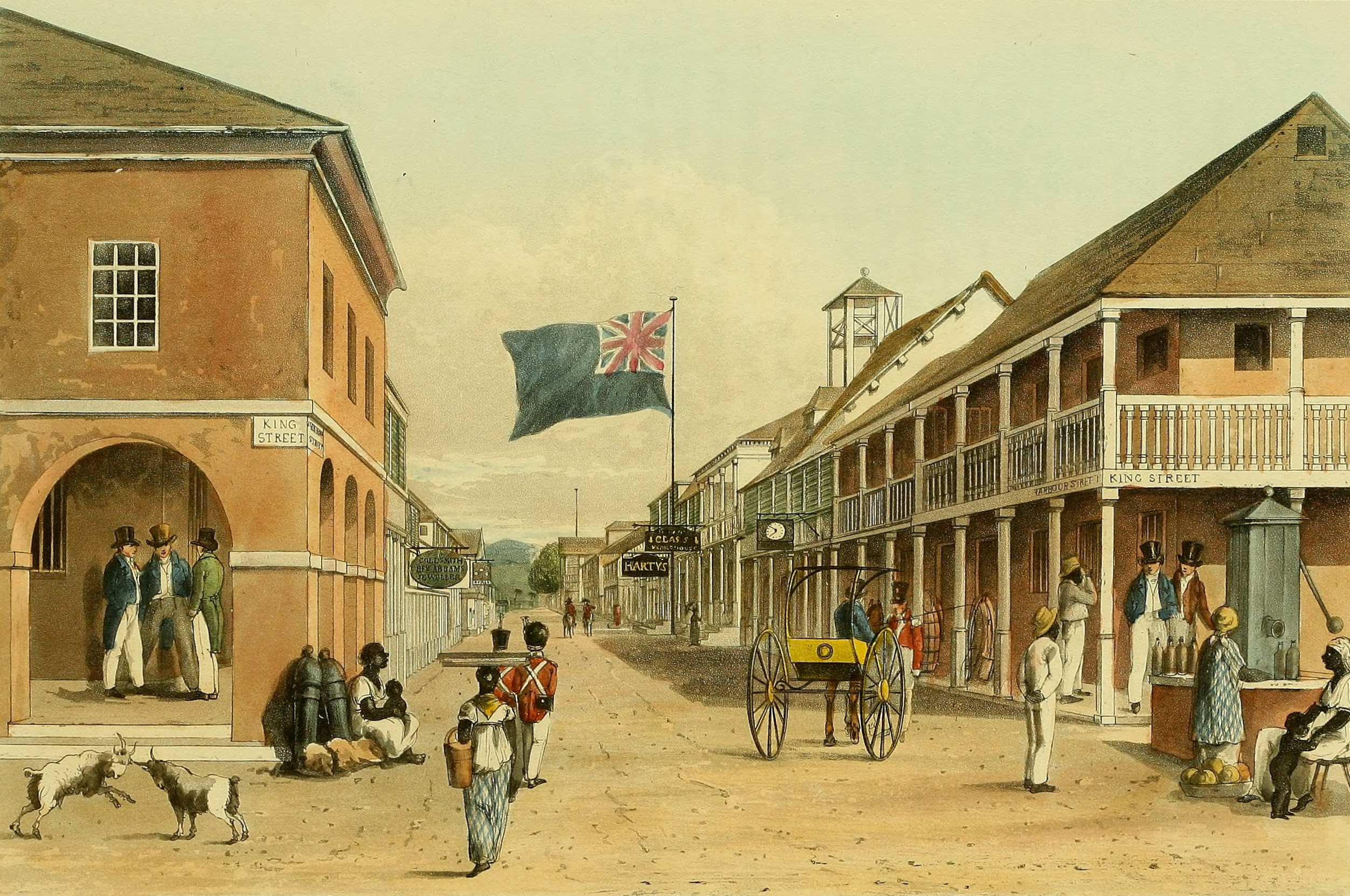
Кінгстон, 1820 рік

Однак на той час англійці вже міцно влаштувалися на Ямайці, перетворивши острів у велику «цукрову» колонію — на Ямайці інтенсивно розвивалися плантації цукрової тростини. Велика частина плантацій розташовувалася на рівнинах півдня острова. Внутрішні райони Ямайки використовувалися для випасу худоби. Промисловість Ямайки виробляла цукор-сирець, патоку — мелясу і знаменитий ямайський ром.
Англійцям доставляли чимале занепокоєння повстання чорношкірих рабів. За приблизно 150 років, до початку XIX століття, було не менше 30 таких повстань. Уже в другій половині XVII століття а в найвіддаленіших гірничо-лісистих районах Ямайки влаштувалися марони — утікачі негри-раби і їх нащадки, які створили щось на зразок власної держави. Вони здійснювали набіги з метою захоплення худоби та інших грабежів, і в підсумку англійці в кінці XVIII століття провели депортацію маронів в Африку (в Сьєрра-Леоне, де вони заснували місто Фрітаун).
Внаслідок масових виступів рабів 1823—1824 та 1831—1832 1833 року скасували рабство (остаточно 1838). Проте й після цього колишні чорношкірі раби влаштували повстання 1865. 1918 року відбувся перший загальний робітничий страйк. Піднесення національно-визвольної боротьби в період Другої світової війни 1939—1945 змусило уряд Великої Британії запровадити часткове самоврядування. В 1958—1961 роках Ямайка входила до створеної Великою Британією Федерації Вест-Індії.
6 серпня 1962 року держава здобула незалежність, проте залишилася в складі Співдружності націй, очолюваної Великою Британією. 1972 року до влади прийшла Народ.-національна партія (ННП), яка проводила політику, спрямовану на демократизацію країни, розвивала взаємовигідне співробітництво з усіма країнами. 1975 року країна встановила дипломатичні відносини з СРСР, уклала низку угод про економічне й науково-технічне співробітництво, торгівлю, культурний взаємообмін, судноплавство, повітряне сполучення. 1980 року до влади прийшла Лейбористська партія Ямайки (ЛПЯ), її уряд провадив політику, спрямовану на всебічний розвиток приватного сектора, залучення іноземного капіталу, встановлення тісних торговельно-економічних зв'язків із США.

## Політичний устрій

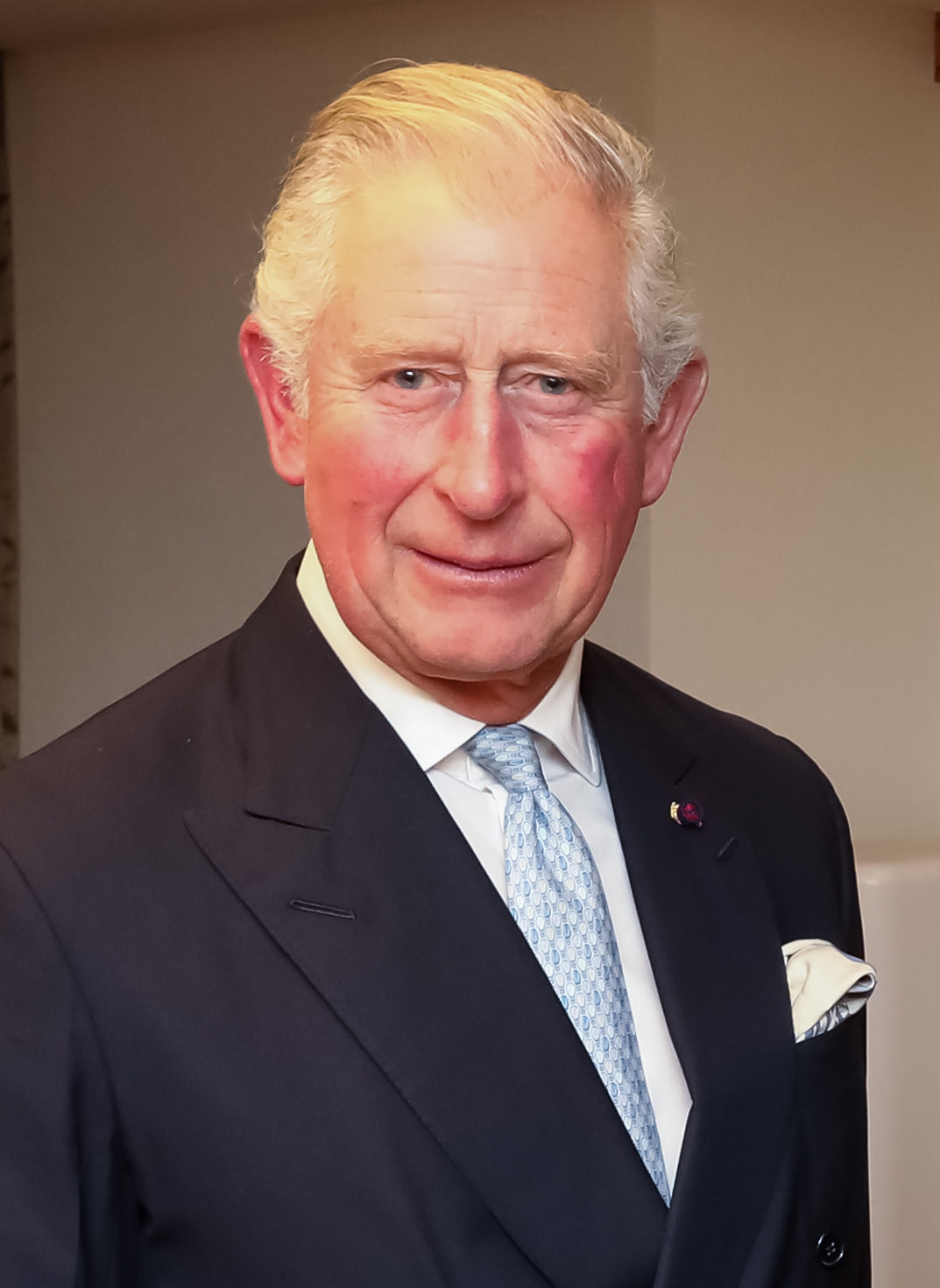
Чарльз III — король Ямайки

Після здобуття незалежності в 1962 році Ямайка ввійшла в Співдружність націй, яку очолює Велика Британія. За конституцією 1962 року очолює державу британський монарх, котрого представляє генерал-губернатор, з 26 лютого 2009 року Патрік Аллен. Законодавчий орган — парламент, що складається з палати представників (обирається на 5 років; 60 депутатів) та сенату (21 сенатор призначається генерал-губернатором). Уряд очолює прем'єр-міністр, склад уряду затверджується парламентом.

### Політичні партії
- Народна національна партія, заснована 1938 року, входить до Соціалістичного інтернаціоналу.
- Лейбористська партія Ямайки, заснована 1943 року.
- Національна спілка робітників Ямайки, заснована 1952 року.
- Комуністична партія Ямайки, заснована 1975 року.
- Робітнича партія Ямайки, заснована 1978 року.

### Зовнішні відносини
З 1962 року Ямайка — член ООН, учасниця Руху неприєднання, входить до Організації Американських Держав, Латиноамериканської економічної системи та Карибського співтовариства. Дипломатичні відносини Ямайка і Україна встановили 7 липня 1992 р.

### Збройні сили
Сили оборони Ямайки (англ. Jamaica Defence Force) складаються із:
- сухопутні сили — 1 піхотний полк (три батальйони, із них один резервний); саперний полк (фактично — батальйон в складі 4 рот); батальйон підтримки і обслуговування (навчальний центр, підрозділи забезпечення, ремонту, транспорту, військової поліції);
- авіаційне крило — кілька легких літаків і вертольотів;
- берегова охорона — 3 вартових кораблі, 2 патрульних катери, а також малі катери.

## Адміністративний поділ
| При нажатті на номер або зображення будь-якої округи буде здійснений перехід на відповідну статтю |               |                        |            |                         |                     |
| №                                                                                                 | Округа        | Адміністративний центр | Площа, км² | Населення,. осіб (2011) | Щільність, осіб/км² |
| Графство Корнвол                                                                                  |               |                        |            |                         |                     |
| 1                                                                                                 | Геновер       | Лусеа                  | 450,4      | 69 533                  | 154,38              |
| 2                                                                                                 | Сент-Елізабет | Блек-Ривер             | 1 212,4    | 150 205                 | 123,89              |
| 3                                                                                                 | Сент-Джеймс   | Монтего-Бей            | 594,9      | 183 811                 | 308,98              |
| 4                                                                                                 | Трелоні       | Фалмут                 | 874,6      | 75 164                  | 85,94               |
| 5                                                                                                 | Вестморленд   | Саванна-ла-Мар         | 807,0      | 144 103                 | 178,57              |
| Графство Мідлсекс                                                                                 |               |                        |            |                         |                     |
| 6                                                                                                 | Кларендон     | Мей-Пен                | 1 196,3    | 245 103                 | 204,88              |
| 7                                                                                                 | Манчестер     | Мендвіл                | 830,1      | 189 797                 | 228,64              |
| 8                                                                                                 | Сент-Енн      | Сент-Еннс-Бей          | 1 212,6    | 172 362                 | 142,14              |
| 9                                                                                                 | Сент-Кетерин  | Спаніш-Таун            | 1 192,4    | 516 218                 | 432,92              |
| 10                                                                                                | Сент-Мері     | Порт-Марія             | 610,5      | 113 615                 | 186,10              |
| Графство Суррей                                                                                   |               |                        |            |                         |                     |
| 11                                                                                                | Кінгстон      | Кінгстон               | 21,8       | 89 057                  | 4085,18             |
| 12                                                                                                | Портленд      | Порт-Антоніо           | 814,0      | 81 744                  | 100,42              |
| 13                                                                                                | Сент-Ендрю    | Хаф-Вей-Три            | 430,7      | 573 369                 | 1331,25             |
| 14                                                                                                | Сент-Томас    | Морант-Бей             | 742,8      | 93 902                  | 126,42              |
|                                                                                                   | Ямайка        | Кінгстон               | 10 990,5   | 2 697 983               | 245,48              |

## Населення
Населення Ямайки становить 2,5 млн чол. (2001), у 1978 році — 2,1 млн чол. Пересічна густота населення дуже висока — 191 чол/км² (станом на 1982 рік), особливо на південній рівнині на захід від Кінгстона, переважно сільськогосподарському районі країни. Приріст населення — 1,5 %.
Економічно активного населення 1 млн осіб, з яких 35 % зайняті у сільському господарстві, лісогосподарстві, рибальстві та гірничо-видобувній промисловості, 10 % — у обробній промисловості, 20 % — у сфері послуг, 12 % — у торгівлі, 6 % у будівництві, 4 % — у транспорті та зв'язку. Близько 20 % економічно активного населення безробітні.

### Етнічний склад
Етнічний склад: 99 % — ямайці, з яких 77 % чорношкіри, 15 % мулати, 5 % європейського (англійці, німці, португальці) та 3 % азійського (індуси, китайці, сирійці) походження.

### Мова
Офіційна мова — англійська, але у вжитку також креольська мова на основі англійської.

### Урбанізація

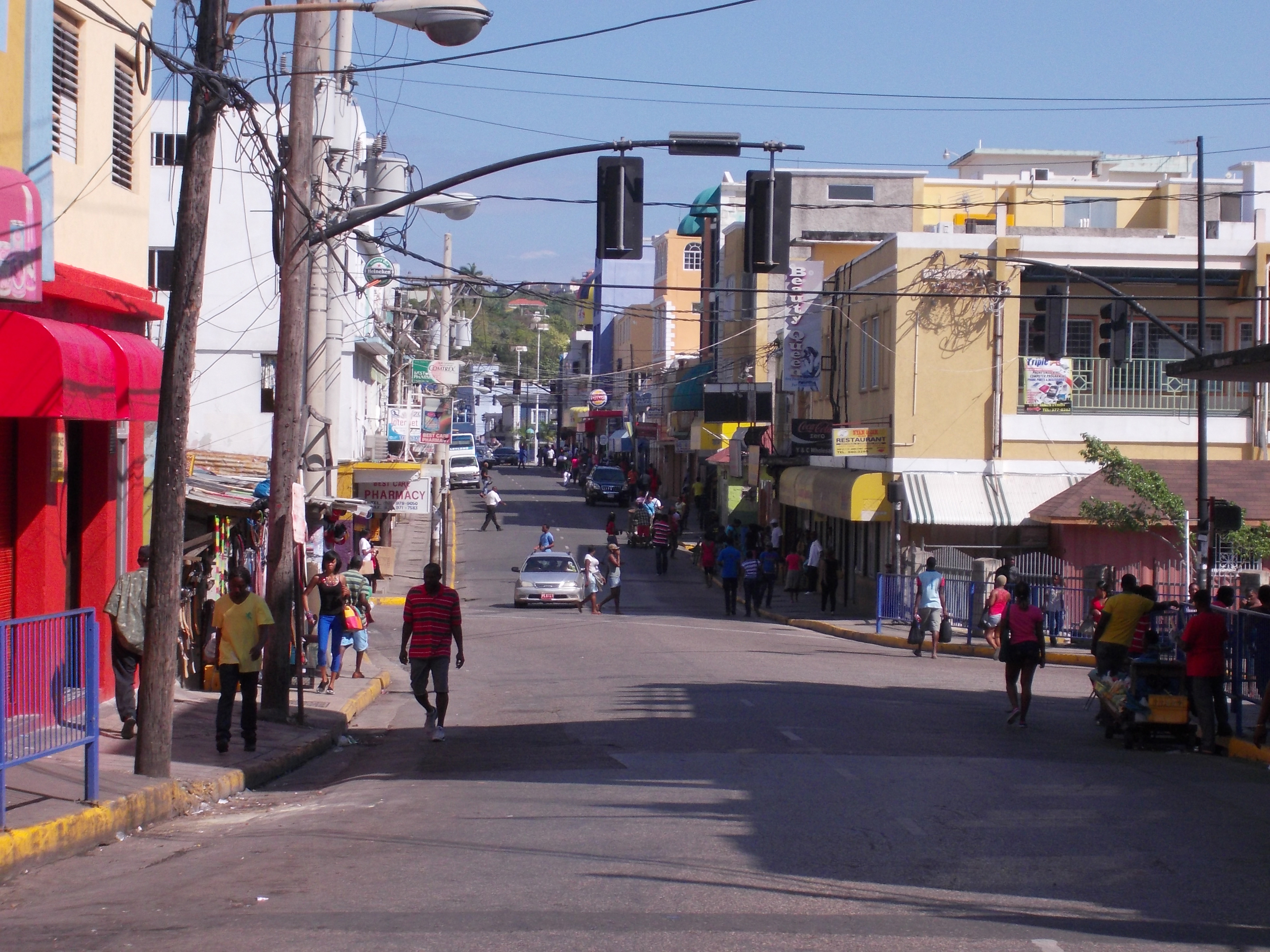
Монтего-Бей

Міське населення — 63 %. Найбільші міста Кінгстон (столиця), Монтего-Бей, Спаніш-Таун, Портмор, Мей-Пен. Після здобуття незалежності посилився процес міграції селян із гірських поселень до Кінгстона, де зосереджені найбільші підприємства, на північне узбережжя для обслуговування туристів, а також на плантації півдня та заходу. Також відбулись міграції до Великої Британії, США та ін. держав.

### Релігії
Релігія — різноманітні християнські вірування (англікани — 30 %, баптисти — 25 %, растафарі — 10 %, методисти — 9 %, католики — 6 %, пресвітеріанці); у частини негритянського населення збереглись елементи африканських культів (анімізм).

### Освіта і наука
На острові обов'язковим є навчання дітей віком від 6 до 15 років. Строк навчання в початковій і в середній школі становить 6 років (середня школа: З у неповній і 3 у повній, або 3 + 4). Держава забезпечує безоплатне навчання для дітей, існують і приватні навчальні заклади. Викладання ведеться англійською мовою. В 1977/78 навчальному році у початкових школах налічувалося 357,8 тис. (охоплено 97 % дітей відповідного віку), в усіх середніх навчальних закладах — 206,1 тис. учнів.
Вест-Індський університет засновано 1948 року в містечку Мона поблизу Кінгстона. У 1981/82 навчальному році в ньому було близько 12,6 тис. студентів (без урахування студентів філіалів). Коледж гуманітарних і природничих наук та технології в Кінгстоні засновано 1958 року. Сільськогосподарська школа у Спаніш-Тауні заснована 1910 року.
На Ямайці діє ряд наукових установ: Інститут по вивченню Ямайки (засновано 1879) з чудовою бібліотекою, музеєм та художньою галереєю, Рада наукових досліджень (заснована 1960), Планове управління, Медична асоціація, Дослідницька медична лабораторія, Карибський інститут харчування в містечку Мона (засновано 1967), Дослідницький інститут у Мандевіллі (засновано 1973), також ряд наукових установ при університеті.
Бібліотечна служба Ямайки в Кінгстоні була заснована 1948 року, загальний фонд налічує понад 1 млн томів, служба шкільних бібліотек (фонд — понад 1 млн томів), Бібліотека університету в містечку Мона (заснована 1948), Бібліотека коледжу гуманітарних і природничих наук та технології.

### Охорона здоров'я
За даними ВООЗ, в 1974 році на Ямайці було 7,8 тис. лікарняних ліжок (тобто 38,9 ліжка на 10 тис. громадян). Медичне обслуговування провадили 570 лікарів (2,9 лікаря на 10 тис. громадян); працювали 107 зубних лікарів і 305 фармацевтів.

### Злочинність
Коли в 1962 році Ямайка здобула незалежність, рівень вбивств був 3.9 на 100 000 населення, один з найнижчих у світі. У 2009 він зріс до 62 на 100 000, один з найвищих у світі. Ямайка мала найвищий рівень злочинність протягом багатьох років, згідно звітів ООН. Деякі території Ямайки, особливо такі міста, як Кінгстон мають високий рівень злочинності і насильства. Деякі ямайці добре ставляться до ЛГБТ, проте бувають і випадки агресивного ставлення. Бути геєм заборонено законом і карається ув'язненням. Хоча це і рідко коли виконується.
Тим не менше, у 2009 році було 1682 вбивства і 1428 у 2010. У 2011 індекс убивств зменшився після запуску спеціальної програми у 2010. У 2012 Міністерство національної безпеки повідомило, що злочинність зменшилася на 30 %. Тим не менше вже у 2017 індекс знову зріс на 22 % у порівнянні із попереднім роком.

## Економіка
Сучасна Ямайка — слабкорозвинута економічно залежна країна, але її економіка одна з найрозвинутіших серед країн Карибського басейну. Основа економіки Ямайки — видобуток бокситів і виробництво глинозему на експорт та туризм. Важливу роль в економіці відіграє іноземний капітал (головним чином США і Канади). Після проголошення незалежності, викуплено значну частину акцій у більшості іноземних бокситовидобувних компаній, введено податки на видобування бокситів, на селі проведена аграрна реформа, створено виробничі сільськогосподарські кооперативи тощо.
За даними [2001 Index of Economic Freedom, The Heritage Foundation]: ВВП — $ 4 млрд. Темп зростання ВВП — 0,1 %. ВВП на душу населення — $ 1559. Прямі закордонні інвестиції — $ 202 млн.

### Валюта
Грошова одиниця — ямайський долар.

### Туризм
Розвинутий іноземний туризм, який складає важливу частину національного прибутку країни.

### Гірнича промисловість
Основа економіки — розробка великих покладів бокситів (1982 видобуто 8,2 млн тонн, виробництво глинозему становило 2,5 млн тонн). Видобувають також гіпс, мармур, вапняки, сіль.

### Агропромислове виробництво

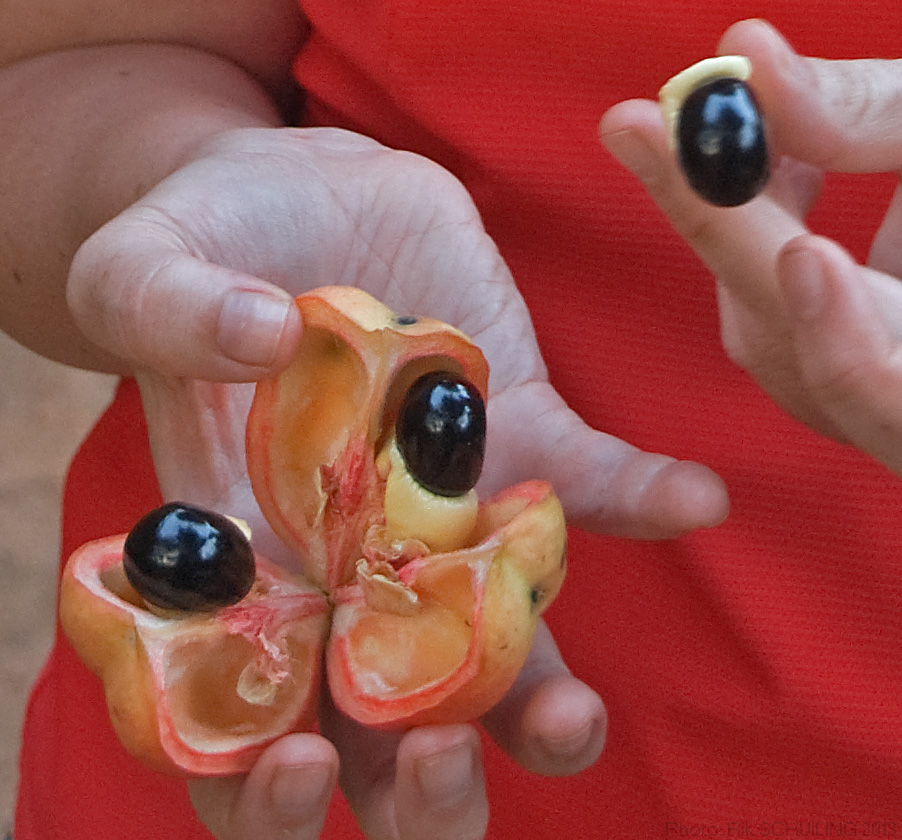
Акі, «національний» фрукт Ямайки

Сільське господарство створює більш як 8 % валового національного продукту, спеціалізується на вирощуванні експортних культур (1981): цукрової тростини — 2453 тис. тонн, бананів — 118 тис. тонн, цитрусових — 82 тис. тонн, кокосових горіхів (виробництво копри — 7 тис. тонн), ямайського перцю, кави, какао. Переважають великі плантаційні господарства. Ямайка приносила великі прибутки англійським плантаторам, що вирощували цукрову тростину використовуючи негрів-рабів. У середині ХХ століття цукрова тростина, що була довгий час основою економіки країни, поступилася місцем бокситам, які зайняли провідне місце в експорті. Головними продовольчими культурами для більшості населення залишаються: батат, маніок їстівний, кукурудза. Тваринництво розвинуте слабо, поголів'я становило (1981): великої рогатої худоби — 305 тис., свиней — 260 тис., кіз — 390 тис. У 1981 виловлено 7,3 тис. тонн риби.

### Промисловість
У промисловості створюється близько 40 % валового національного продукту. Промисловість представлена окремими підприємствами металообробки, нафтопереробної, складання електронної апаратури з імпортних деталей, хімічної, цементної, деревообробної і текстильної галузей. Розвинуті швейна та харчосмакова, зокрема цукрова (1981 вироблено 203 тис. тонн цукру-сирцю), спирто-горілчана, фруктоконсервна галузі. Головний промисловий центр — Кінгстон.

### Енергетика
Виробництво електроенергії вже 1980 року склало 2,8 млрд кВт•год.

### Транспорт
Головний вид транспорту — автомобільний (90 % перевезень в країні). Довжина залізниць, станом на 1981 рік, склала — 330 км, автошляхів — 16,8 тис. км (менш половини з яких асфальтовано). На частку морського транспорту припадає 97 % зовнішньоторговельного обороту. Ямайка має 16 морських портів, головний з яких — Кінгстон. Міжнародний аеропорт — Кінгстон.

### Зовнішня торгівля
Експорт: боксити, цукор, банани, ром — 2,5 млрд. доларів:
- США — 39,5 %;
- Канада — 15 %;
- Європейський Союз (без Великої Британії) — 17,1 %;
- Латинська Америка — 4,5 %.

Імпорт: товари повсякденного вжитку, машини і устаткування, сировина, нафта, транспорт — 2,4 млрд. доларів:
- США — 47,7 %;
- Європейський Союз (без Великої Британії) — 12,8 %;
- Латинська Америка — 6,7 %.

## Культура

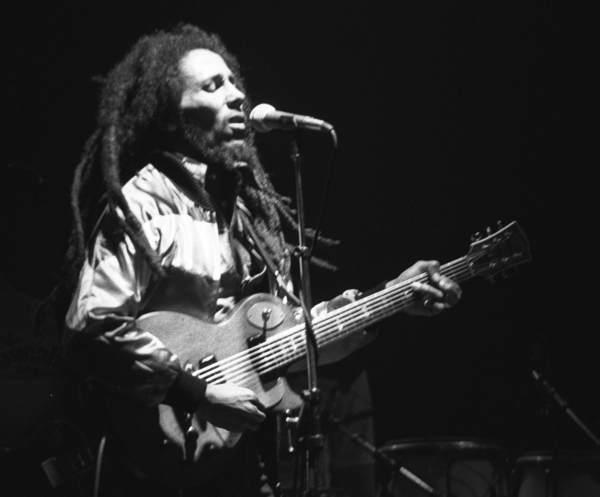
Боб Марлі

У Спаніш-Тауні відкрито краєзнавчий Народний музей.

### Архітектура
У містах Ямайки в колоніальну добу XVII—XIX століть переважало характерне для колоніальних міст прямокутне планування з забудовою в дусі англійської архітектури: собор Сент-Кетрін у Спаніш-Тауні (1655); фортеця Рокфорт у Кінгстоні (кінець 17—19 століття); колишній будинок військового штабу, тепер Палац уряду у Кінгстоні (18 століття). Просте народне житло — дерев'яні одноповерхові трикімнатні будинки з верандами. Багаті заміські житла споруджені в дусі американського «колоніального стилю». З середини XX століття будують багатоповерхові будинки в стилі конструктивізму (Вест-Індський університет, житловий мікрорайон Неннівілл в Кінгстоні).

### Мистецтво
З другої половини XX століття на острові розвивається професіональне образотворче мистецтво. Серед живописців відомі своїми роботами А. Г'ю, Р. Кемпбелл, Д. Поттінгер, Л. Морріс, скульптори — Е. Мєнлі, Н. Рой. Поширені традиційні народні ремесла — різьблення на дереві, обробка металу.

## Визначні місця
З природних найвідоміші — пляжі Монтего-Бей. З культурних пам'яток — меморіал Родні в Спаніш-Таун, Королівський дім (колишня губернаторська резиденція) і собор Святої Катерини (17 століття).